# Chamisma
Chamisma è il secondo EP giapponese del gruppo femminile sudcoreano CLC. Pubblicato il 27 luglio 2016 da Cube Entertainment, ha come traccia principale l'eponimo brano "Chamisma".

## Edizioni
L'album è stato pubblicato in tre versioni differenti: Type A (CD), Type B (CD+DVD) e Type C (CD+DVD). La versione Type B contiene una versione del brano "Chamisma" con un featuring con Jung Il-hoon dei BtoB, mentre la versione Type C include un DVD del primo showcase giapponese "First Step".

## Tracce
Type A (CD)
1. Chamisma (チャミスマ) – 3:19
2. Sukidoki (スキドキ) – 3:00
3. Chocolate Spice – 3:28
4. 1,2,3 (Japanese Version) – 3:36
5. Gakuen Tengoku (学園天国) – 2:37

Type B (CD+DVD)
1. Chamisma (チャミスマ) – 3:19
2. スキドキ – 3:00
3. Chocolate Spice – 3:28
4. 1,2,3 (Original Version) – 3:36
5. 学園天国 – 2:37
6. Chamisma (feat. Jung Il-hoon of BTOB) – 3:19
7. Chamisma MV
8. Chamisma MV (feat. Jung Il-hoon of BTOB)

Type C (CD+DVD)
1. Chamisma (チャミスマ) – 3:19
2. スキドキ – 3:00
3. Chocolate Spice – 3:28
4. 1,2,3 (Original Version) – 2:37
5. 学園天国 – 2:37
6. CLC 1st Showcase in Japan "First Step"